# 南木曽町立南木曽中学校
南木曽町立南木曽中学校（なぎそちょうりつなぎそちゅうがっこう）は、長野県木曽郡南木曽町にある公立中学校。2021年（令和3年）4月現在の生徒数は103人。
1992年（平成4年）から町内の歩道・駐車場の清掃活動を行っている。

## 学校目標
- 情けをもって他を思う。…な（情）

```
生命あるものをいとおしみ、人にも物にも思いを寄せ、目をとめる生徒
```

- 疑問をもってどこまでも。…ぎ（知）

```
事故の問題をつかみ、それをじっくり考え、自分の能力と個性を出しきって、どこまでも迫っていく生徒
```

- 創意をもってより高く。…そ（意）

```
日々新しく現状をのりこえ、より高い世界へ躍進しようとする生徒
```

## 沿革
- 1968年（昭和43年）5月：南木曽町内の4中学校を統合し、南木曽中学校開校[3]。旧4校をそれぞれ部校とした形式統合であった[3]。
- 1969年（昭和43年）4月：1月に校舎の増築が完了し、実質統合する[3]。
- 2006年（平成18年）10月：校舎の改築工事が完了[3]。
- 2008年（平成20年）8月28日：清掃活動が評価され、中部地方整備局長から道路愛護団体表彰を受ける[2]。
- 2014年（平成26年）7月10日 - 7月14日：台風8号に伴う土石流のため休校[1]。

## 教育の特色
町内にある長野県蘇南高等学校は夏休み中に南木曽中学校3年生向けに補習授業を開講している。

## 部活動
バドミントン部はないが、生徒は町のバドミントンクラブに所属し、長野県中学総体で優勝している。
- サッカー部
- バレーボール部（男子・女子）
- バスケットボール部（女子）
- 吹奏楽部